# Ondřej Rybín
Ondřej Rybín (né le 12 mai 1993) est un coureur cycliste tchèque spécialiste des épreuves sur piste.

## Palmarès sur piste

### Championnats du monde
| Édition / Épreuve | Poursuite par équipes | Omnium |
| Minsk 2013        | 11e                   | 16e    |
| Cali 2014         |                       | 11e    |

### Coupe du monde
- 2012-2013
  - 3e de l'omnium à Aguascalientes

### Championnats d'Europe
| Édition / Épreuve      | Poursuite par équipes | Scratch |
| Anadia 2013 (espoirs)  | Bronze                |         |
| Athènes 2015 (espoirs) |                       | Bronze  |

### Championnats de République tchèque
- 2012
  -  Champion de République tchèque de l'omnium
  - 3e de la poursuite individuelle
- 2013
  -  Champion de République tchèque de vitesse par équipes (avec Ondřej Vendolský et Alois Kaňkovský)
  -  Champion de République tchèque de poursuite par équipes (avec František Sisr, Jan Kadúch et Ondřej Vendolský)
- 2014
  -  Champion de République tchèque de poursuite individuelle

## Palmarès sur route

### Par années
- 2007
  -  Médaillé de bronze du critérium juniors au Festival olympique de la jeunesse européenne

### Classements mondiaux
| Année         | 2014 |
| ------------- | ---- |
| UCI Asia Tour | 249e |